# Jay Caputo
Jay Caputo, właściwie Alexander Joseph Caputo Jr. (ur. w Nowym Jorku) – amerykański aktor i kaskader. Jest absolwentem Uniwersytetu w Minnesocie.
Jego siostra, Jennifer Caputo, także jest kaskaderką.

## Wybrana filmografia

### Filmy
- 1995: Kongo – goryl
- 1996: Małpa na boisku – Ed Sullivan
- 1999: Instynkt – goryl
- 2000: Włóczęga – Collin
- 2001: Planeta małp –
  - Małpi nastolatek,
  - Małpi żołnierz
- 2009: Jedenasta godzina – Javier
- 2010: Castle – Antone Frances
- 2010: Wszystkie moje dzieci – mężczyzna w parku
- 2011: Geneza planety małp – Alpha
- 2012: Niesamowity Spider-Man – Rudy
- 2014: Bóg nie umarł – kolega
- 2017: Missisipi we krwi – kierownik

### Seriale
- 1996: Niebieski Pacyfik – Skinny (odcinek 16)
- 1997–1999: Nash Bridges –
  - Spider Guy (odcinek 26),
  - Skinny (odcinek 70),
  - Nathan (odcinek 73)
- 1999: Szał na Amandę – dostawca pizzy
- 1998–1999: Stan wyjątkowy –
  - pomocnik Floyda (odcinek 9),
  - zbir (odcinek 13),
  - pomocnik,
  - zbir (odcinek 22),
  - zbir/złodziej (odcinek 32)
- 2000: Passions – St. Frances
- 2000–2001: Z Archiwum X –
  - Nietoperz (odcinek Patience),
  - Człowiek salamandra (odcinek Alone)
- 2016: Agenci NCIS: Nowy Orlean – Gilbert Lee
- 2014–2016: Salem –
  - Nieumarły,
  - Męska wiedźma